# 熊本県立阿蘇中央高等学校
熊本県立阿蘇中央高等学校（くまもとけんりつ あそちゅうおうこうとうがっこう）は、熊本県阿蘇市一の宮町宮地にある公立高等学校。

## 概要

### 設置学科
- 阿蘇キャンパス
  - 普通科
  - 総合ビジネス科
- 阿蘇清峰キャンパス
  - 農業食品科
  - グリーン環境科
  - 社会福祉科

## 沿革
- 2010年（平成22年）
  - 4月 - 熊本県立阿蘇高等学校と熊本県立阿蘇清峰高等学校が統合し、開校。
  - 4月8日 - 開校式と第1回入学式挙行。
- 2013年（平成25年）3月1日 - 第1回卒業式挙行。
- 2020年 - 隣接する大分県竹田市からの入学枠を定員の5％から13％（普通科以外の学科は20％以内）に緩和。

## 主な卒業生
- 梅木真美（女子柔道選手） - 2012年度卒（第1回卒業生）
- 土井雅子（女子柔道選手） - 2013年度卒（第2回卒業生）

## あその小雪
あその小雪（あそのこゆき）は農業食品科で育成され品種登録されているイチゴの品種。
熊本県立阿蘇清峰高等学校時代から開発を行っており、2012年に農林水産省に品種登録された。
種は赤いが、果皮も果肉も白い。香りが強く、桃に例えられるくらいに糖度が高く（14度から15度）、酸味はほとんど無い。
阿蘇清峰高等学校で栽培研究中に赤い色が薄いイチゴが生まれた。完全に白いイチゴを育成し阿蘇の特産品にしようと2年生と3年生が代々研究を引き継ぎ、12年かけて品種改良に取り組んだ。